# Parco Herăstrău
Il parco Re Michele I (in romeno Regele Mihai I), in passato chiamato parco Herăstrău (in romeno Parcul Herăstrău), è un grande parco situato nella zona nord di Bucarest in Romania, intorno al Lago Herăstrău, sul corso del fiume Colentina.
Il parco ha una superficie di circa 1,1 km², dei quali 0,7 km² sono coperti dal lago. In origine, l'area era coperta da una palude che fu drenata fra il 1930 ed il 1935 ed il parco fu aperto nel 1936. Il parco è diviso in due zone: una zona naturale, occupata dal museo nazionale del villaggio "Dimitrie Gusti" e una zona pubblica con varie aree previste per le attività di ricreazione. La navigazione con piccole barche è permessa sul lago.

## Storia
Prima del 1930, l'area che oggi è il parco era una zona paludosa che venne bonificata tra il 1930 e il 1935. prosciugata durante il periodo 1930-1935. In quell'occasione si colse l'opportunità di pianificare l'assetto urbanistico delle aree libere circostanti, considerando anche la vicinanza dell'Arco di Trionfo. Furono espropriate decine di povere abitazioni e piccole imprese industriali e vennero tracciati i percorsi e le strutture del parco, che fu inaugurato nel maggio del 1939. I progetti per il parco furono realizzati dagli architetti Ernest Pinard e Friedrich Rebhuhn. Quest’ultimo, architetto paesaggista tedesco di talento e molto prolifico, contribuì in particolare alla composizione delle aree verdi (alberi, arbusti e fiori). L’architetto rumeno Octav Doicescu, invece, si occupò della progettazione dei percorsi.
Nel 1951, il parco è stato ampliato e inaugurato nuovamente, trasformandolo nella sua forma attuale.
Nel corso della sua storia, il parco è stato nominato parcul naţional, Parcul Carol II e Parcul I. V. Stalin. All'ingresso del parco vi era una statua di Stalin, costruita nel 1951 e demolita nel 1962, sostituita tuttora da quella di Charles de Gaulle. Nel 1936, su iniziativa del professor Dimitrie Gusti è stato istituito il Museo del villaggio sul lago Herăstrău. Il Teatro Herăstrău situato vicino al Museo del villaggio è stato costruito nel 1956.
Negli ultimi anni, numerose terrazze e ristoranti nel parco, vennero costruiti illegalmente o la cui autorizzazione era scaduta, sono stati demoliti, ma non tutti.
Nel 2017 il parco ha cambiato nome da parco Herăstrău a parco Re Michele I in onore di Michele I di Romania.

## Strade confinanti
- Bulevardul Constantin Prezan
- Bulevardul Aviatorilor
- Șoseaua Nordului – Cartierul Aviației
- Via Elena Vacarescu
- Șoseaua Bucuresti - Ploiești
- Șoseaua Kiseleff

## Vegetazione
La vegetazione del parco è costituita da una varietà di specie di alberi decidui e arbusti (acero, frassino, pioppo, salice e altri). Anche nel parco vi sono alberi protetti: rovere Tagore, piantati nel 1961 per celebrare il centenario della nascita di Rabindranath Tagore e di ciliegio in fiore del giardino giapponese, donati da l'imperatore del Giappone.

### Rarità botanica
Il parco si sviluppa un unico arboreto, una varietà di acacia con rami piangenti giapponesi e foglie striate di bianco. Dato che era sconosciuto nella letteratura ed è stato descritto da specialisti in Romania, nel 1960, è stato nominato Sophora japonica Bucarest.

## Monumento

Logo dello status di monumento storico

Il parco Herăstrău è stato dichiarato monumento storico di classe di importazione ed è stato assegnato il LMI B-II-aA-18802.
Poiché la sponda NE del lago Herăstrău sul parco Herăstrău, un insediamento è stato scoperto nel paleolitico un insediamento di abitazioni civili, il parco è stato inscritto nel codice RAN 179,132.17.

## Edifici e strutture
Un certo numero di edifici si trovano all'interno del parco Herăstrău. Il più notevole è il Museo nazionale del Villaggio di Bucarest Dimitrie Gusti, un museo a cielo aperto che mostra la vita tradizionale del contadino rumeno e con centinaia di case provenienti da tutta la Romania.
Sparsi in tutto il parco vi è un teatro all'aria aperta, uno yacht club, un club sportivo, l'hotel Herăstrău, e in aggiunta al parco, il Diplomatic Club, con un campo da golf.

## Galleria d'immagini

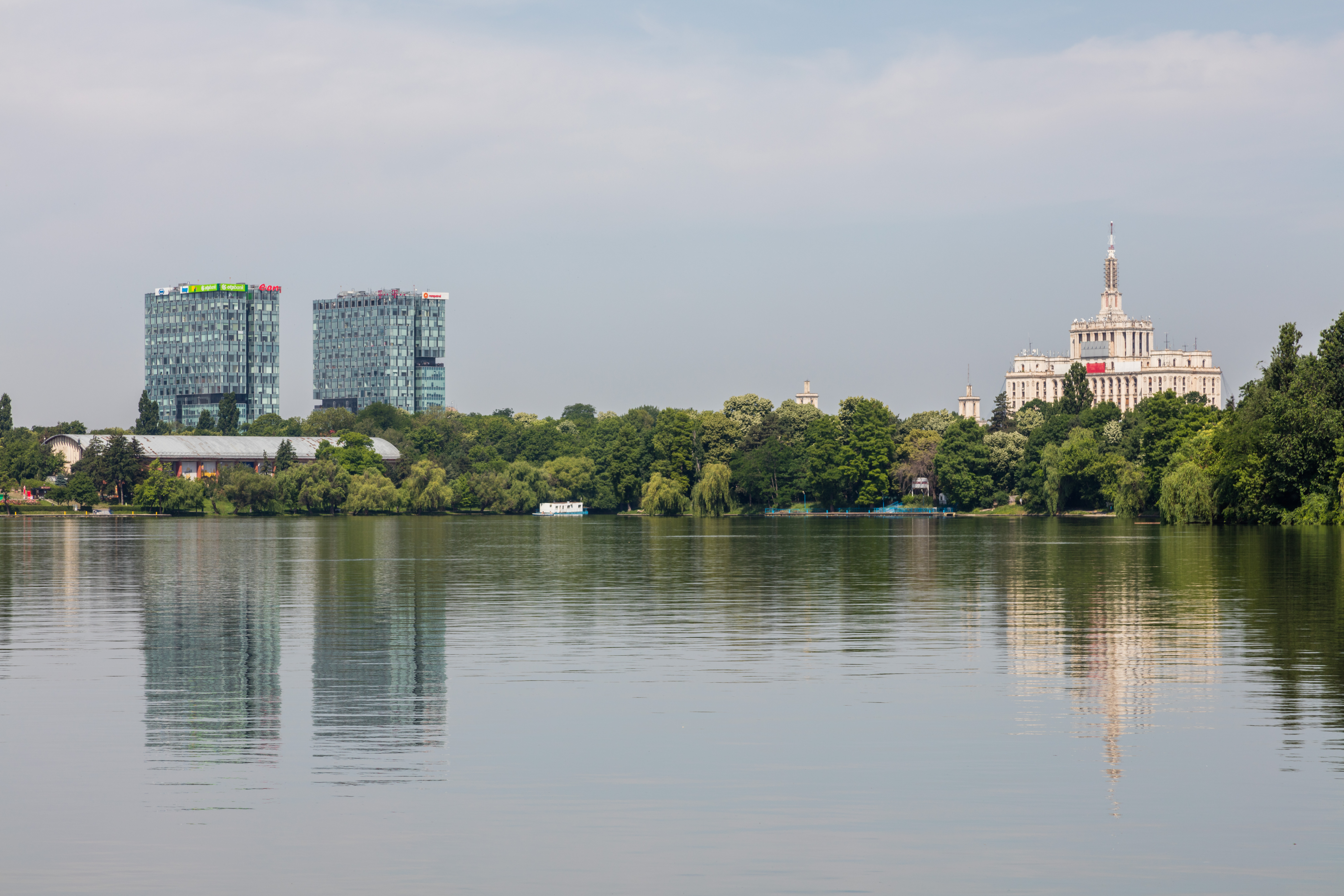
Il parco Herăstrău con uno scorcio di Casa Presei Libere
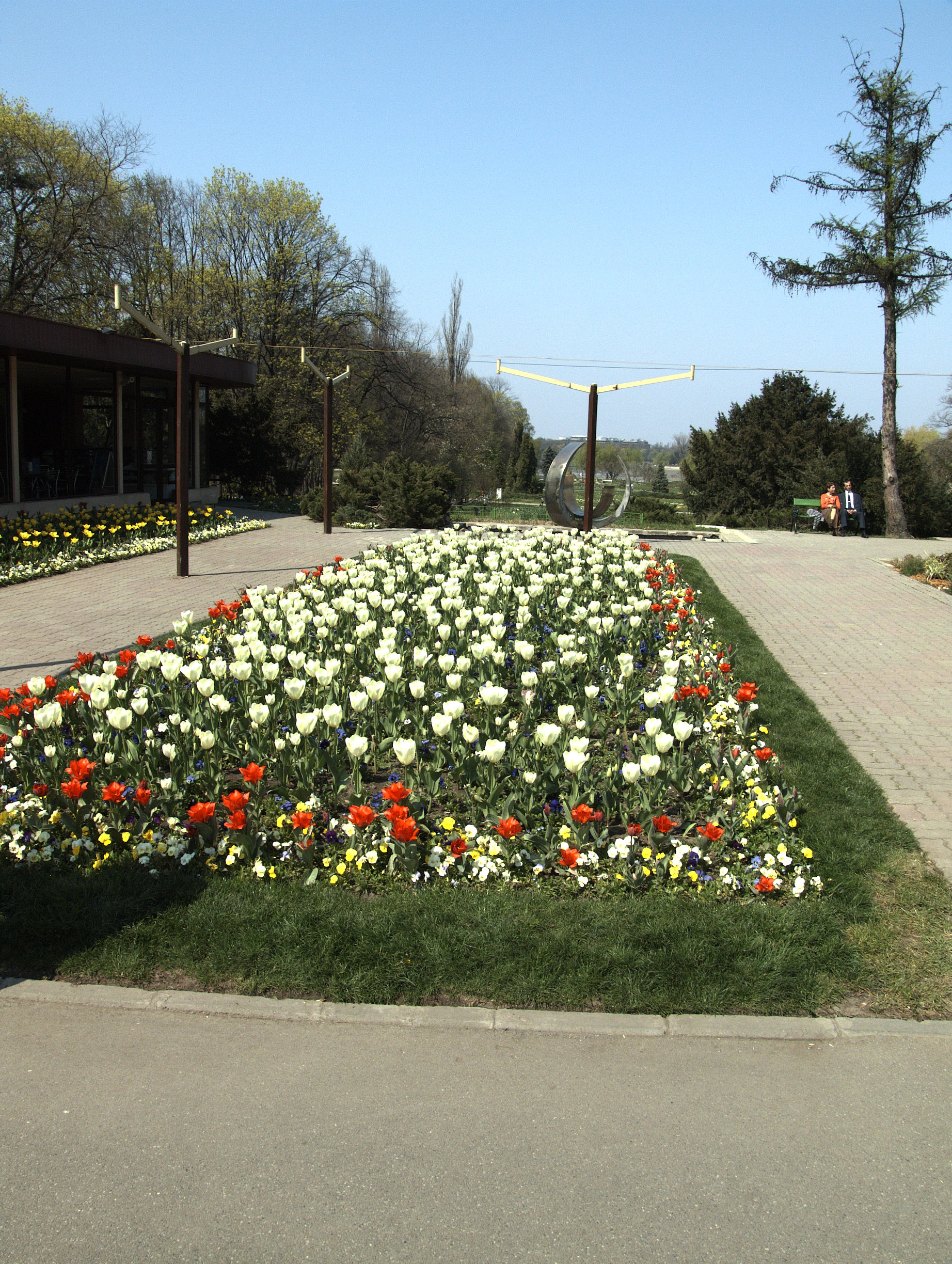
Expo Flora
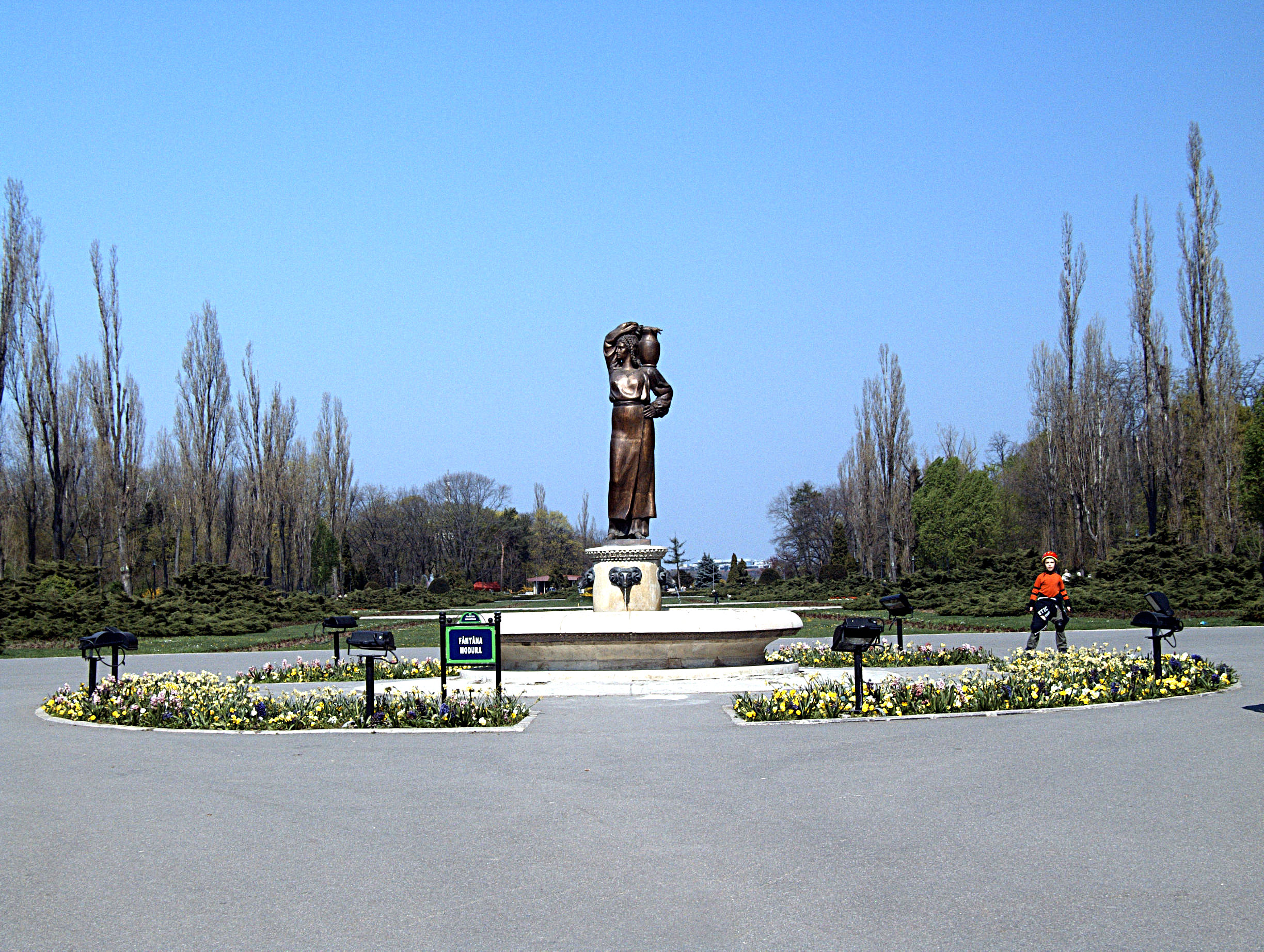
Fontana Modura
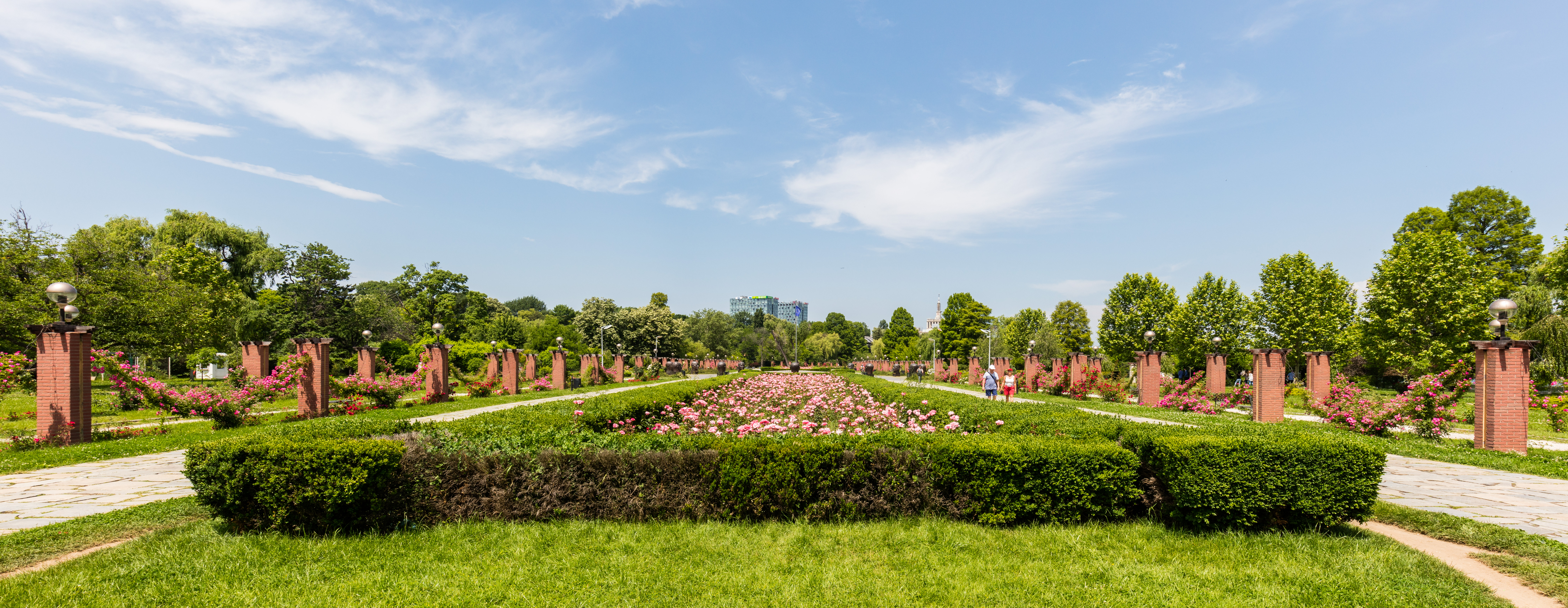
Fiori al parco Herăstrău
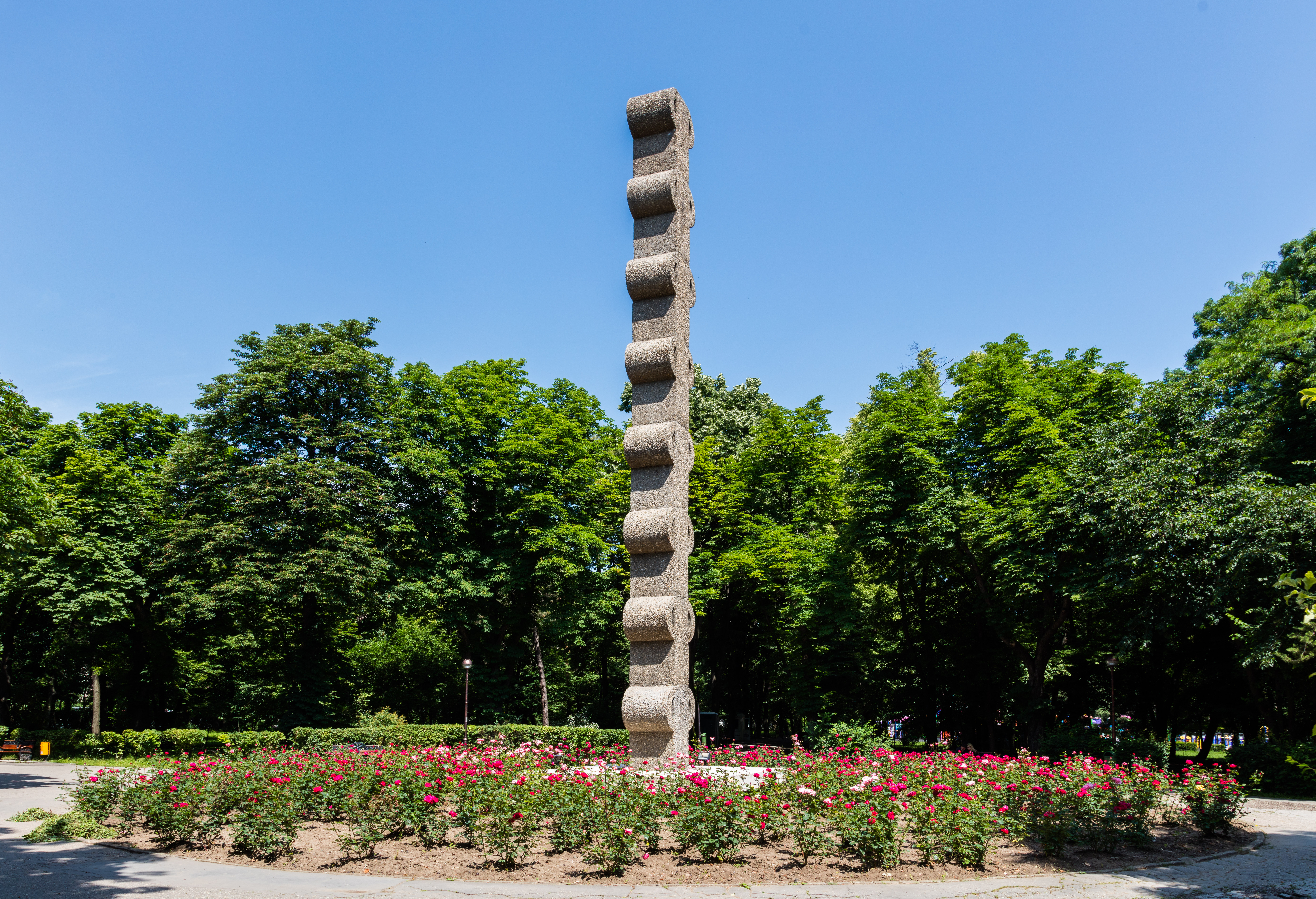
Monumento
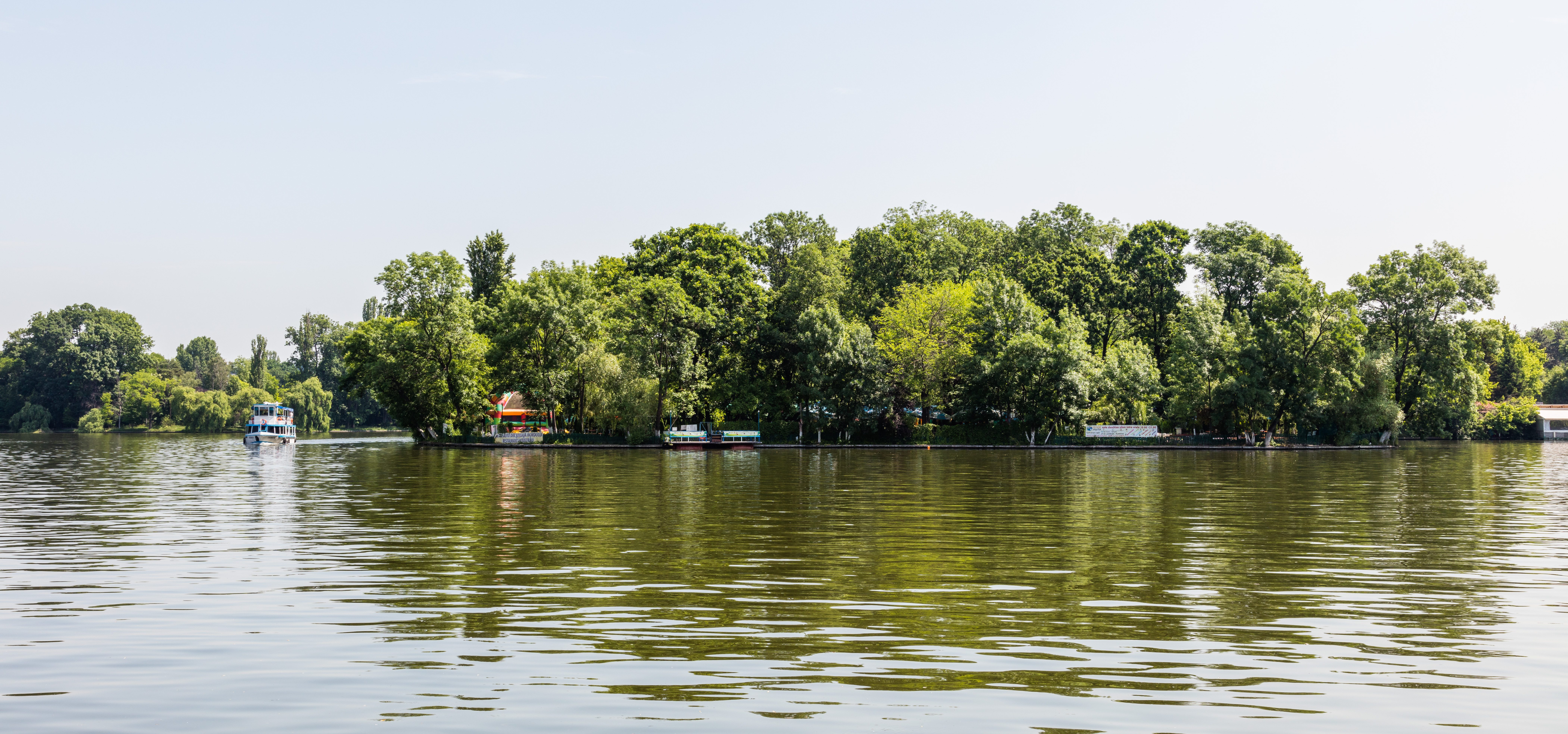
Isola
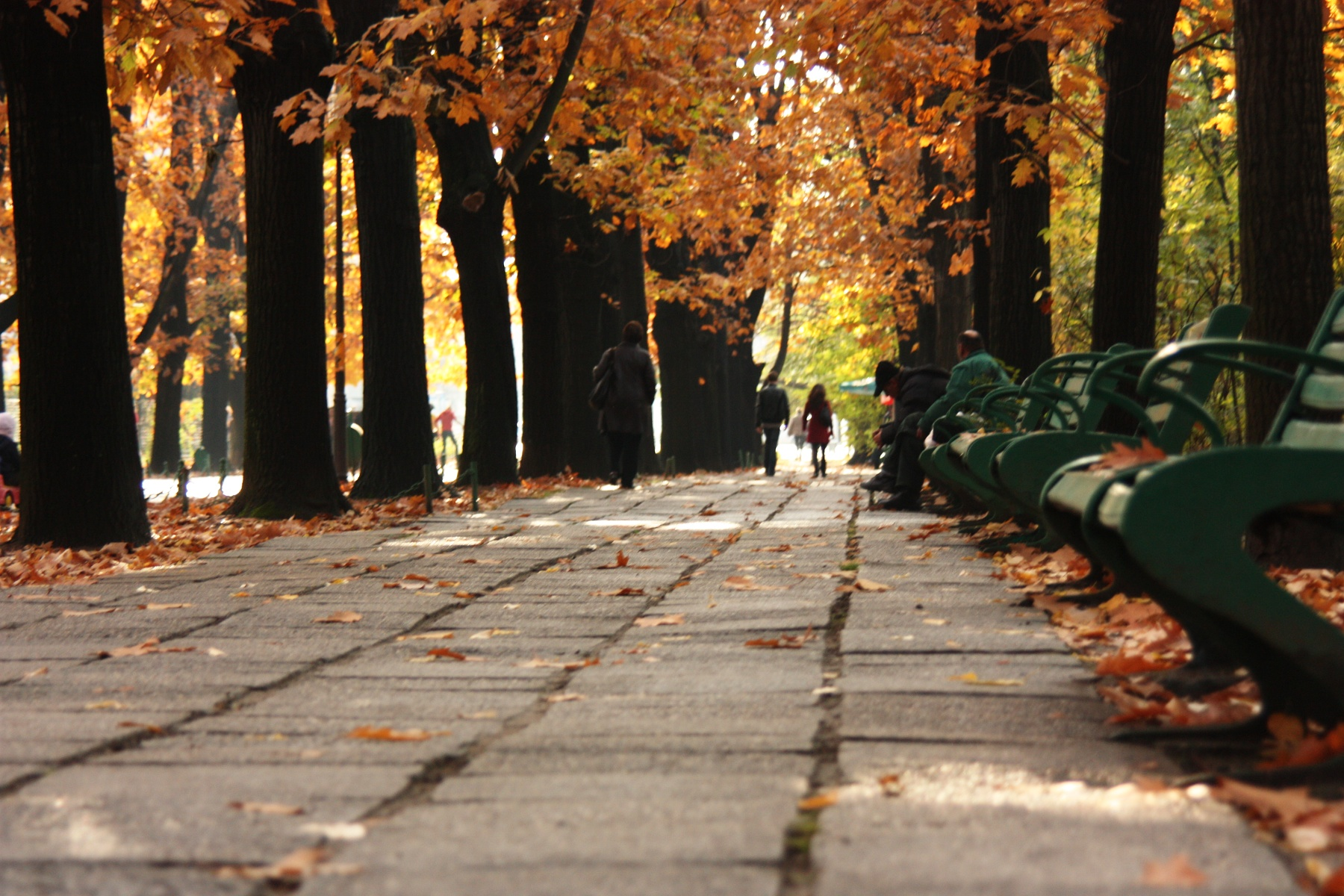
Il parco Herăstrău in autunno
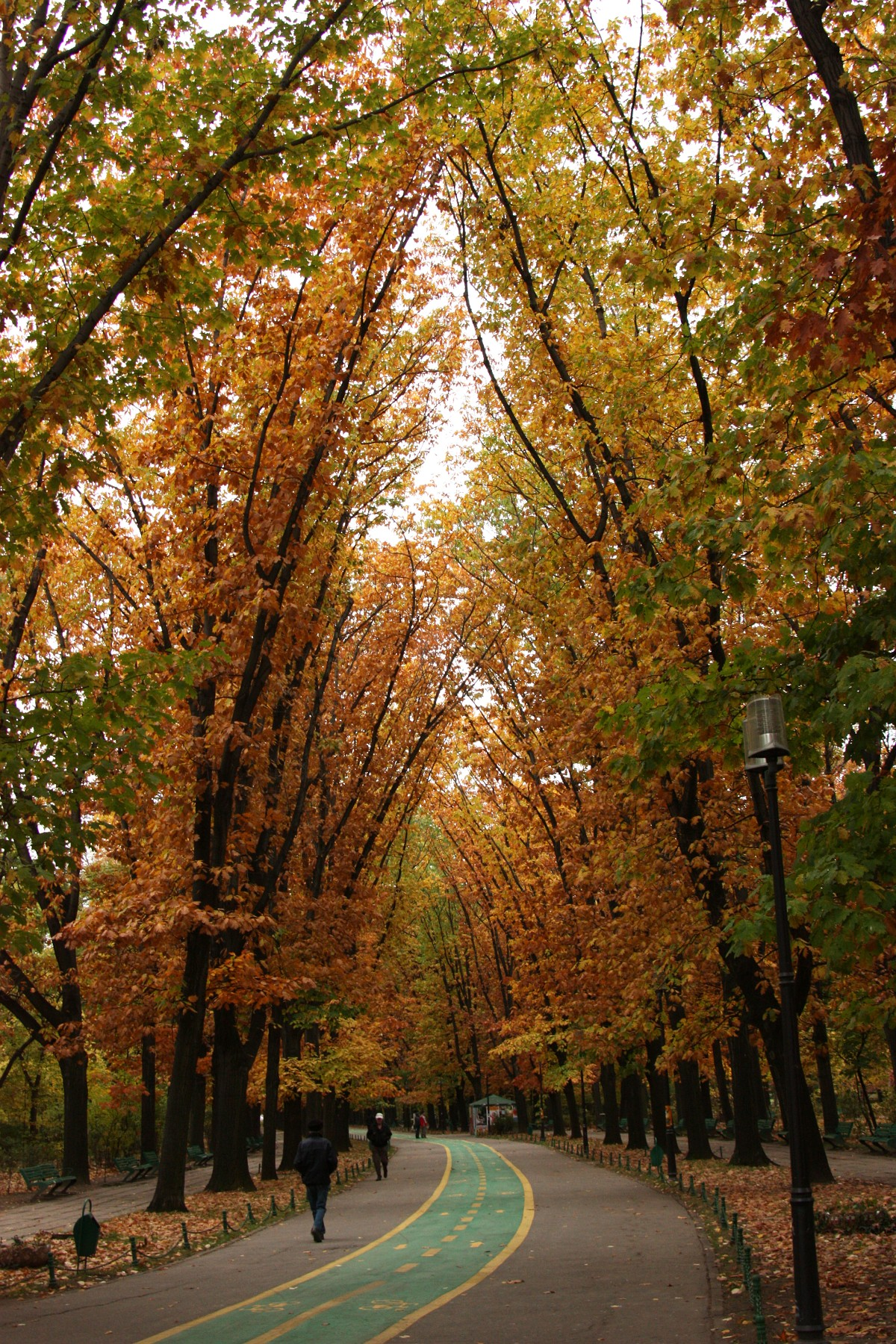
Alberi autunnali al parco Herăstrău